# Cantonul Bourganeuf
Cantonul Bourganeuf este un canton din arondismentul Guéret, departamentul Creuse, regiunea Limousin, Franța.

## Comune
| Comune                        | Populație (1999) | Cod poștal | Cod INSEE |
| ----------------------------- | ---------------- | ---------- | --------- |
| Auriat                        | 123              | 23400      | 23012     |
| Bosmoreau-les-Mines           | 248              | 23400      | 23027     |
| Bourganeuf                    | 2 948            | 23400      | 23030     |
| Faux-Mazuras                  | 167              | 23400      | 23078     |
| Mansat-la-Courrière           | 88               | 23400      | 23122     |
| Masbaraud-Mérignat            | 366              | 23400      | 23126     |
| Montboucher                   | 365              | 23400      | 23133     |
| Soubrebost                    | 151              | 23250      | 23173     |
| Saint-Amand-Jartoudeix        | 174              | 23400      | 23181     |
| Saint-Dizier-Leyrenne         | 874              | 23400      | 23189     |
| Saint-Martin-Sainte-Catherine | 356              | 23430      | 23217     |
| Saint-Pierre-Chérignat        | 160              | 23430      | 23230     |
| Saint-Priest-Palus            | 45               | 23400      | 23237     |